# Scotolemon doriae
Scotolemon doriae is een hooiwagen uit de familie Phalangodidae.